# Mördar-Mary

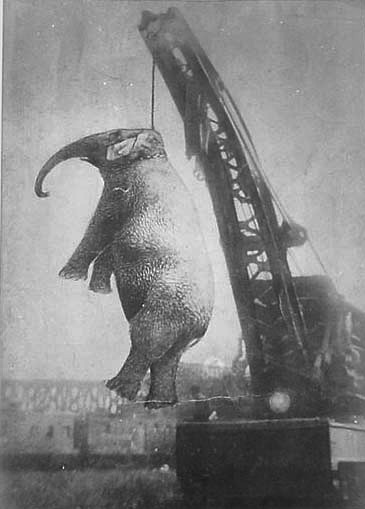
Marys hängning vid rangerbangården i staden Erin, fotograferad av T.K. Broyles, vilken var anställd på Clinchfield Railroad.

Mary, född omkring 1894, död 13 september 1916, med tillnamnet Mördar-Mary (Murderous Mary), även kallad Big Mary och Sparks Mary, var en 30 år gammal asiatisk elefant som levde på Sparks World Famous Shows Circus i USA, vilken efter att ha dödat en nyanställd skötare i staden Kingsport, dödades med offentlig hängning i staden Erin den 13 september 1916. 

## Red Eldridges död
En hemlös man vid namn Red Eldridge övergav den 11 september 1916 sitt nyanskaffade arbete på ett hotell, när han gavs anställning som elefantskötare på Sparks World Famous Shows som nyligen anlänt till staden St. Paul i Virginia. Han dödades nästa kväll i Sullivan County, Tennessee, av elefanten Mary på Sparks Circus.
Trots sin obefintliga erfarenhet av arbete med elefanter, ledde Eldridge paraden med elefanter, när cirkusen efter ankomsten till staden höll en procession med sina djur på gatorna i Sullivan County, eftersom han fick uppdraget att ta hand om Mary, som normalt alltid ledde denna parad. 
Trots att Eldridge förut aldrig arbetat med elefanter, red han på Mary under paraden, och exakt hur allt gick till när Mary dödade honom, finns beskrivet i ett flertal versioner, där ingen har kunnat bekräftas. Åsikterna går isär med olika vittnens skildringar, från att Mary drog ner Eldridge från sin rygg och krossade hans huvud genom att sätta foten på huvudet. Andra versioner uppger att hon slog till honom med snabeln, och att han avled efter fallet.
Efter händelsen blev de kringstående personerna så upprörda att de begärde att elefanten skulle dödas på fläcken. Den lokale smeden Hench Cox, vilken ägde ett vapen, försökte döda Mary genom att avlossa fem skott med sitt gevär, vilket på grund av vapnets undermåliga kaliber, hade ringa effekt.[källa behövs]

## Marys hängning
Även de exakta detaljerna kring elefantens död är oklara med flera versioner. I grannstaden hade diskussioner förts, om att cirkusen inte skulle beviljas att besöka staden, om inte Mary först dödades. Motvilligt beslutade då cirkusens ägare Charlie and Addie Sparks att avliva elefanten offentligt för att lugna de upprörda människorna.
Nästa dag, den 13 september, när regn och en dimma föll över staden, transporterades Mary på tåg till det närbelägna Unicoi County i Tennessee, där en stor folksamling med över 2 500 personer inväntade elefantens ankomst, för att få åse den offentliga avrättningen på bangården Clinchfield Railroad yard.
Den femtusen kilo tunga elefanten Mary hängdes mellan fyra- och femtiden på eftermiddagen, medelst en kedja runt halsen, vilken var fäst vid en 100 ton tung lyftkran som normalt lyfte lokomotiv. Det första försöket misslyckades, eftersom kedjan brast, vilket orsakade att elefanten som fortfarande var vid liv, föll handlöst ner på marken, varvid hon sägs ha brutit bäckenbenet. Den nu mycket skadade elefanten hängdes då för andra gången med en starkare kedja, och sägs ha dött efter cirka tio minuter, hängande i luften ovanför människomassans ögon, varefter hon begravdes i närheten av bangården i Erwin.